# Трамвай Эскишехира
Трамвай Эскишехира — современная трамвайная система турецкого города Эскишехир, действующая с 24 декабря 2004 года.

## История
Трамвайная система Эскишехира начала действовать 24 декабря 2004 года, с опозданием, так как первоначально открытие системы планировалось в сентябре. Тем не менее с первого же дня работы новый трамвай стал пользоваться популярностью: каждый день система перевозила около семидесяти тысяч пассажиров (больше, чем было запланировано).

## Описание системы
Трамвайная сеть Эскишехира состоит из множества пересекающихся линий общей протяжённостью не менее 50 км. Степень покрытия трамваем городских районов очень высокая. Ширина колеи — 1000 мм.
- Первая линия (9,8 км) проходит от Университета Anadolu до Otogar
- Вторая линия (4,7 км) проходит от университета Osman Gazi до Muttalip

Также другие линии. В городе насчитывается 12 трамвайных маршрутов.  

## Подвижной состав
В Эскишехире используются современные сочленённые низкопольные трамваи модели Flexity Outlook (Cityrunner) производства фирмы Bombardier.
Каждый трамвай имеет 29,5 м в длину, 2,3 м в ширину и состоит из пяти секций, соединённых «гармошками». Общая пассажировместимость трамвая — 159 мест, из них 58 сидячих. Больше всего эскишехирская модификация Flexity Outlook напоминает модификацию для города Линца (Австрия), но по сравнению с австрийскими эскишерские трамваи несколько короче.
Первый предназначенный для Эскишехира трамвай был готов в ноябре 2003 года. Его испытания проволись в Маннгейме. Второй трамвай испытовался в Борхуме и Иннсбруке.
Всего для Эскишехира было построено восемнадцать трамваев. Они были переданы заказчику в конце мая 2004 года.